# Tiny Core Linux
Tiny Core Linux (TCL) es un sistema operativo minimalista centrado en proveer un sistema base con el núcleo Linux, BusyBox, FLTK y otro software minimalista desarrollado por Robert Shingledecker. La distribución es especialmente notable por su reducido tamaño (de 11 a 16 megabytes) y su minimalismo, y posee un repositorio que contiene más de 3200 extensiones (aplicaciones, bibliotecas, etc.), los cuales proveen funciones adicionales a TCL. Tiny Core Linux es un software libre de código abierto, bajo la licencia GNU GPLv2. Shingledecker trabaja con una comunidad de usuarios y desarrolladores en foros tales como freenode channel, #tinycorelinux or freenode channel y #tinycorelinux-se(Suecia) para refinar y probar su núcleo de 10 Mb y sus extensiones.

## Variantes de Tiny Core Linux
Las tres primeras variantes son las oficiales y se encuentran listadas en el sitio web de Tiny Core Linux. Las demás son implementaciones no oficiales que ha realizado la comunidad.
- Tiny Core (16 MB) es la opción recomendada para los usuarios novatos, o nuevos que poseen una conexión cableada. Incluye la base del sistema Core y una interfaz de usuario gráfica dinámica FLTK/FLWM.
- Core (11 MB) (también conocido como "Micro Core Linux") es una variante más pequeña de Tiny Core sin entorno gráfico, pero se pueden añadir extensiones adicionales para crear un sistema con un entorno de escritorio.
- Core Plus (106 MB) es una imagen de instalación de TCL y no la distribución en sí. Está compuesta por Tiny Core más funcionalidades adicionales, entre ellas, soporte a redes inalámbricas y soporte a teclados no estadounidenses.
- dCore (12 MB) es un núcleo hecho desde archivos compatibles con Debian Wheezy que usan el sistema de paquetería SCE, la nueva generación de sistema de gestión de paquetes autocontenibles para la distribuciones Tiny Core desde la versión 5.x.
- CorePure64 es un port de Core para la arquitectura x86_64.
- piCore es un port de Core para la Raspberry Pi.

## Requisitos del sistema
| Tipo de configuración | Mínima                         | Recomendada   |
| --------------------- | ------------------------------ | ------------- |
| RAM                   | 46 MB (Tiny Core) 28 MB (Core) | 128 MB + swap |
| CPU                   | i486DX                         | Pentium 2     |

## Filosofía de diseño
Los desarrolladores de TCL describen Tiny Core Linux como "un sistema operativo de escritorio gráfico ultraligero capaz de arrancar desde un CD-ROM, USB, o desde una instalación frugal desde un disco duro". Como en la versión 2.8.1, el núcleo es diseñado para correr principalmente en RAM pero con 3 distintos modos de operación:
- Cloud o modo Internet — Un modo live usando un buscador de aplicaciones gráfico para buscar extensiones desde una extensión de aplicación en línea cargada en RAM solamente para la sesión actual.
- TCE/Install — Un modo para Tiny Core Extensions descargada y corrida desde una partición pero guardando un enlace simbólico en RAM.
- TCE/CopyFS — Un modo el cual instala aplicaciones en una partición Linux como una típica instalación Linux más.

## Historial de lanzamientos
| Version | Tipo de versión | Fecha de lanzamiento     |
| ------- | --------------- | ------------------------ |
| 1.0     | Versión estable | 5 de enero de 2009       |
| 2.0     | Versión estable | 7 de junio de 2009       |
| 3.0     | Versión estable | 19 de julio de 2010      |
| 4.0     | Versión estable | 25 de septiembre de 2011 |
| 4.7.7   | Versión estable | 10 de mayo de 2013       |
| 5.0     | Versión estable | 14 de septiembre de 2013 |
| 5.0.1   | Versión estable | 1 de octubre de 2013     |
| 5.0.2   | Versión estable | 18 de octubre de 2013    |
| 5.1     | Versión estable | 28 de noviembre de 2013  |
| 5.2     | Versión estable | 14 de enero de 2014      |
| 5.3     | Versión estable | 19 de abril de 2014      |
| 5.4     | Versión estable | 10 de septiembre de 2014 |
| 6.0     | Versión estable | 5 de enero de 2015       |
| 6.1     | Versión estable | 7 de marzo de 2015       |
| 6.2     | Versión estable | 3 de mayo de 2015        |
| 6.3     | Versión estable | 30 de mayo de 2015       |
| 6.4     | Versión estable | 8 de septiembre de 2015  |
| 6.4.1   | Versión estable | 4 de noviembre de 2015   |
| 7.0     | Versión estable | 23 de febrero de 2016    |
| 7.1     | Versión estable | 22 de mayo de 2016       |
| 7.2     | Versión estable | 4 de julio de 2016       |
| 8.0     | Versión estable | 3 de septiembre de 2017  |
| 8.1     | Versión estable | 3 de septiembre de 2017  |
| 8.1.1   | Versión estable | 22 de septiembre de 2017 |
| 8.2     | Versión estable | 7 de noviembre de 2017   |
| 8.2.1   | Versión estable | 27 de febrero de 2018    |
| 9.0     | Versión estable | 19 de marzo de 2018      |
| 10.0    | Versión estable | 20 de enero de 2019      |
| 10.1    | Versión estable | 11 de junio de 2019      |
| 11.0    | Versión estable | 9 de febrero de 2020     |
| 11.1    | Versión estable | 1 de abril de 2020       |
| 12.0    | Versión estable | 17 de febrero de 2021    |
| 13.0    | Versión estable | 31 de enero de 2022      |
| 13.1    | Versión estable | 8 de mayo de 2022        |
| 14.0    | Versión estable | 12 de abril de 2023      |